# 泰尔巴斯
泰尔巴斯（法語：Terrebasse，法語發音：[tɛʁbas]）是法国上加龙省的一个市镇，属于圣戈当区。

## 地理
泰尔巴斯（43°14'19"N, 0°57'49"E）面积9.56 平方千米，位于法国奧克西塔尼大區上加龙省，该省份为法国西南部内陆省份，西南端与西班牙接壤，自此顺时针与上比利牛斯省、热尔省、塔恩-加龙省、塔恩省、奥德省和阿列日省接壤。
与泰尔巴斯接壤的市镇（或旧市镇、城区）包括：弗朗孔、阿朗、莱斯坎、马里尼亚克-拉斯佩尔、马特尔托洛萨讷、薩穆揚、萨纳。

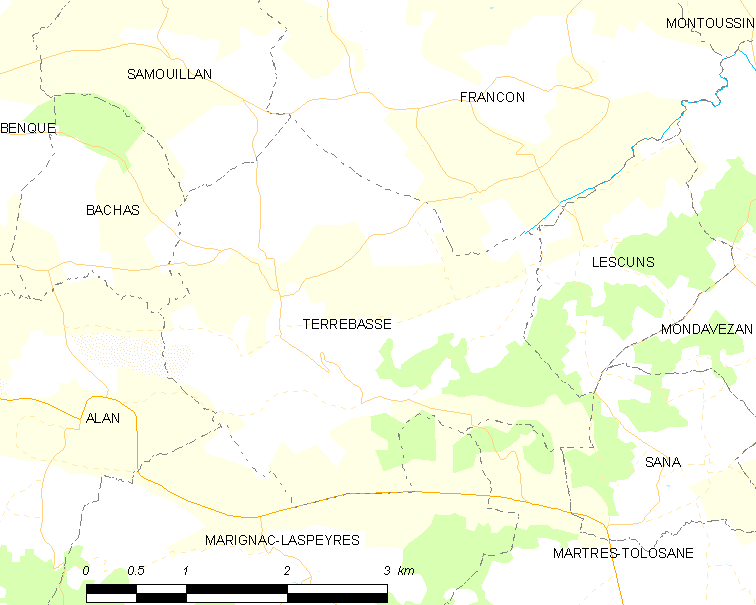
泰尔巴斯的OSM定位图

泰尔巴斯的时区为UTC+01:00、UTC+02:00（夏令时）。

## 行政
泰尔巴斯的邮政编码为31420，INSEE市镇编码为31552。

## 政治
泰尔巴斯所属的省级选区为卡泽尔县。

## 人口

1962-2008年间泰尔巴斯人口变化图示

泰尔巴斯于2022年1月1日时的人口数量为139人。